# Varnsdorf (stacja kolejowa)
Varnsdorf – stacja kolejowa w Varnsdorfie, w kraju usteckim, w Czechach. Jest ważnym węzłem kolejowym o znaczeniu regionalnym. Znajduje się na wysokości 340 m n.p.m.
Jest zarządzana przez Správę železnic. Na stacji nie ma możliwości zakupu biletu, a obsługa podróżnych odbywa się w pociągu.

## Linie kolejowe
- Liberec – Varnsdorf – Rybniště / Seifhennersdorf